# Савин, Валерий Васильевич
Валерий Васильевич Савин (род. 15 апреля 1964 года) — советский и российский игрок в хоккей с мячом.

## Карьера
Воспитанник красноярского хоккея с мячом. В сезоне 1981/82 года дебютировал в составе «Енисей». Хотя команда стала чемпионом СССР Валерий, проведший 8 игр, награды не получил. Но он стал чемпионом страны среди юниоров. А также привлекался в юниорскую сборную, ставшую третьей на чемпионате мира.
В 1982-84 годах проходил действительную военную службу в составе алма-атинского «Динамо». В составе команды стал бронзовым призёром чемпионата СССР 1982/83 года, отыграв 26 игр и забив 26 мячей. В следующем сезоне Валерий провёл 25 игр, забил 24 мяча.
С нового сезона Валерий играет в за «Енисей». За это время он становится шестикратным (1985—1989 и 1991) чемпионом СССР и серебряным призёром (1990) чемпионата,
четырёхкратным финалистом Кубка СССР (1984, 1985, 1990 и 1992). Дважды включается в список «22 лучших». До 1996 года в чемпионате страны провёл 289 игр и забил 338 мячей. Лишь в 1994 году (январь — март) он съездил на просмотр в шведский «Эребру».
На международной арене становится обладателем Кубка Европейских чемпионов (1987—1989), финалистом (1981 и 1984) и вторым призёром (1985 и 1991) Кубка Европейских чемпионов, обладателем Кубка мира (1984), финалистом Кубка мира (1985).
В сборной СССР (1988—1990) — 28 матчей, 26 мячей. Победитель турнира на призы газеты «Советская Россия» (1988), третий (1990), второй призёр турнира (1992) в составе сборной России.
В начале 1997 года в составе КХМ «Саяны» провёл 25 игр, забив 10 мячей.
В 1997—2000 годах играл в иркутской «Сибскане», проведя за три сезона 81 игру и забив 63 мяча. В 1997/98 году стал серебряным призёром чемпионата России. В 1998/99 году завоевал бронзу.
Последний сезон (2000/01) провёл в казанской «Ракете». Провёл 28 игр, забив 18 мячей.
С 469 мячами занимает восьмое место в списке бомбардиров всех чемпионатов СССР и России.

## Ринк-бенди
Бронзовый призёр чемпионата России по мини-хоккею (2001).

## Тренерская карьера
После завершения карьеры остался в Иркутске, где в 2001-03 годах был тренером «Сибсканы».
В сезоне 2003/04 — главный тренер «Локомотива» (Иркутск)
В сезоне 2003/04 — главный тренер «Забайкалец-Энергия» (Чита).
В сезоне 2005/06 — старший тренер «Енисея»-2 (Красноярск).
В 2006/07 году работает в Абакане тренером «Саян» (обе — Абакан).
Позже переехал в Красноярск, где стал работать в СДЮСШОР «Рассвет».